# Шийрон, Август Петрович
А́вгуст Петро́вич Шийро́н (1891, Саусенская волость Лифляндской губернии — 15.11.1937, Москва) — руководящий сотрудник ГПУ/НКВД СССР, майор государственной безопасности. Один из руководителей системы лагерей ОГПУ СССР. Заместитель наркома НКВД Белорусской ССР и начальник УРКМ НКВД БелССР. Входил в состав особой тройки НКВД СССР, внесудебного и, следовательно, не правосудного органа уголовного преследования. Расстрелян в «особом порядке». Не реабилитирован.

## Биография
Август Петрович Шийрон родился в 1891 году, в латышской семье рабочих, в Саусенской волости Лифляндской губернии. Учился в Риге, где закончил 3 класса духовной семинарии. В 1917—1918 годах призывался в состав Русской армии. С 1919 года состоял в РКП(б) и в том же году поступил на работу в органы ВЧК.
- 1919—1921 годы — начальник Секретно-оперативной части Пензенской губернской ЧК.
- 1922—1924 годы — помощник начальника Симбирского губернского отдела ГПУ.
- 1928—1929 годы — начальник Вятского губернского отдела ГПУ.
- 1929—1930 годы — начальник Секретно-оперативного управления Полномочного представительства, заместитель полномочного представителя ОГПУ по Северному краю.
- с 1930 года — начальник Управления северо-восточных исправительно-трудовых лагерей ОГПУ.
- 1934—1937 годы — заместитель начальника Управления НКВД по Северному краю/области.
- с 28 апреля 1937 года — начальник Управления рабоче-крестьянской милиции НКВД Белорусской ССР, заместитель народного комиссара внутренних дел Белорусской ССР (Б. Д. Бермана) Этот период отмечен вхождением в состав особой тройки, созданной по приказу НКВД СССР от 30.07.1937 № 00447[3] и активным участием в сталинских репрессиях[4].

### Звание
Майор ГБ (25.12.1935).

## Награды
знак «Почетный работник ВЧК—ОГПУ (V)» № 181 (25.04.1934);
знак «Почетный работник ВЧК—ОГПУ (XV)».

## Завершающий этап
Арестован 22 июля 1937 года. 31 июля 1937 г. уволен из органов НКВД как арестованный. Внесён в Сталинские расстрельные списки «Москва-центр» («Быв. сотрудники НКВД») от 1 ноября 1937 г. (вычеркнут) и 13 ноября 1937 г. по 1-й категории («за» Сталин, Каганович, Молотов, Ворошилов). Приговорён к ВМН 15 ноября 1937 г. в «особом порядке» . Расстрелян в день оформления приговора в г. Москва в числе ряда известных сотрудников ВЧК-ГПУ-НКВД (Г. И. Бокий, И. И. Сосновский, В. А. Стырне, П. Г. Рудь, Р. И. Аустрин, М. К. Александровский, Н. М. Райский, И. М. Блат и др.). Место захоронения — «могила невостребованных прахов» № 1 крематория Донского кладбища.
Определением ВКВС СССР от 30 апреля 1957 года в части ст.ст. 58 УК РСФСР («контрреволюционная деятельность в органах НКВД») уголовное дело было прекращено, в части преступлений по службе (участие в санкционировании незаконных арестов, составление списков УРКМ на внесудебное осуждение и др.) мера наказания посмертно изменена с ВМН на 5 лет лишения свободы.